# Lorbeer-Weide
Die Lorbeer-Weide (Salix pentandra) ist eine Pflanzenart aus der Gattung der Weiden (Salix).

## Beschreibung
Die Lorbeer-Weide ist ein sommergrüner Baum, der Wuchshöhen von bis über 15 Meter erreicht, seltener ein Strauch. Der Stammdurchmesser erreicht über 50 Zentimeter. Der Stamm ist dunkelgrau, die Borke ist längsrissig. Die Rinde junger Zweige ist gelblich bis rötlichbraun, glänzend und kahl.

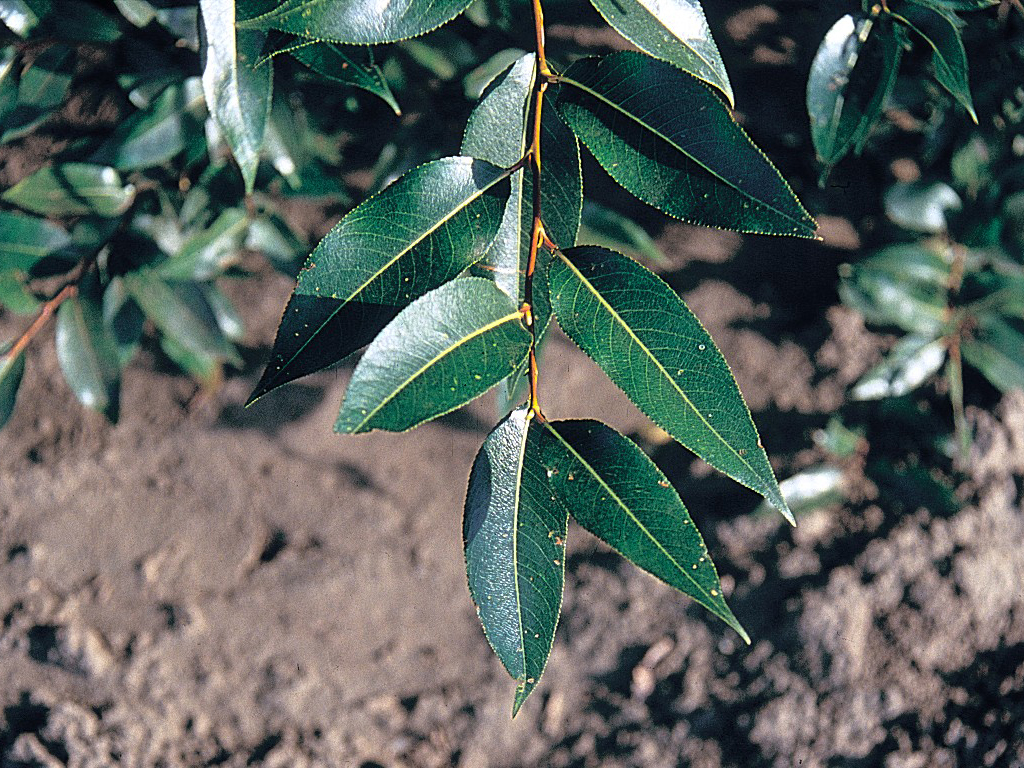
Blätter

Die Laubblätter sind lanzettlich mit der größten Breite in der Mitte, kurz zugespitzt und keilförmig in den Blattstiel laufend. Ihr Rand ist flach, regelmäßig fein und drüsig gesägt. Die Drüsen sind klebrig und sondern bei Sonnenstrahlung einen balsamischen Duft ab. Die Blattoberseite ist lebhaft dunkelgrün und stark glänzend, die Unterseite ist heller und bläulich-grün. Beide Seiten sind kahl. Die Blattspreite ist 3 bis 13 cm lang und 2 bis 4 cm breit. Der Blattstiel ist 2 bis 14 Millimeter lang, kahl und mit 2 bis 5 Drüsen besetzt. Nebenblätter sind selten, sie kommen nur an Langtrieben vor.
Die Lorbeer-Weide ist zweihäusig getrenntgeschlechtig (diözisch).
Die zylindrischen Kätzchen sind 2 bis 3 Zentimeter lang gestielt. Männliche Kätzchen weisen eine Länge von 2 bis 4 (selten bis zu 7) cm und einen Durchmesser von 1 bis 1,2 cm auf, sie besitzen vier bis acht (bis zwölf) Staubfäden, die in der unteren Hälfte behaart sind, sowie zwei Nektardrüsen. Die weiblichen Kätzchen weisen eine Länge von 2 bis 6 cm und einen Durchmesser von 8 mm, einen kurzgestielten, kegelförmigen, kahlen Fruchtknoten mit langem, gespaltenem Griffel und meist umgebogenen Narbenästen auf. Das Tragblatt ist einfarbig hell, die Außenseite ist im unteren Teil kurz kraushaarig, die Spitze kahl und nicht bärtig. Das Tragblatt ist bei männlichen Blüten halb so lang wie der Staubfaden, bei weiblichen Blüten so lang wie der Fruchtknoten und fällt nach der Blütezeit ab. Bei beiden Geschlechtern sind zwei Nektardrüsen vorhanden, wobei die hintere größer ist.
Die Blütezeit reicht von Juni und Juli, nach der Blattentfaltung. Die Lorbeer-Weide ist die am spätesten blühende Weide der Alpen.
Die glänzende Frucht ist 9 mm und reift zwischen August und September.
Die Chromosomenzahl beträgt n = 38.

## Vorkommen
Die Lorbeer-Weide ist eine eurasische Weide, sie kommt von England und Osteuropa bis nach Westsibirien vor, sowie im Kaukasus. In den Pyrenäen und Apenninen ist diese Art selten.
Die Hauptvorkommen sind in Bruch- und Auwäldern, sowie auf den kiesig-sandigen, dauerfeuchten Anschwemmungen der Flüsse zu finden, Nebenvorkommen gibt es in Hochstaudenfluren und Gebüschen der Gebirge sowie nährstoffarmen Mooren und Moorwäldern. Sie ist eine Charakterart des Salicetum pentandrae aus dem Verband Salicion cinereae, kommt aber auch in Gesellschaften der Verbände Salicion albae, Alno-Ulmion oder der Ordnung Adenostyletalia vor. Sie gedeiht gern auf sickernassen bis staunassen, nährstoffreichen und basenreichen, neutralen bis mäßig sauren, modrig-torfig humosen oder rohen, sandig-kiesigen Tonböden.

## Belege